# الفراجنة
الفراجنة
هو مسلسل انيميشن مصرى من إنتاج شركة بنشمارك لصناعة الرسوم المتحركة ، وتدور أحداثه حول فرج الذي سافر بالزمن عن طريق الخطأ مع صديقه عادل إلي عصر الفراعنة وقرر أن يُحدث بعض التغيرات على الحضارة الفرعونية التي علّمت العالم كله شتى أنواع الفنون والعلوم والآداب، وهذه التغيرات شملت كل مجالات الحياة وهو ما يجعلنا نعيد النظر في سلوكياتنا في الحياة اليومية. ويشُكل الفراجنة محاكاة لواقعنا الآن والذي يشير إلي تحولنا من الفراعنة إلي الفراجنة، وهو ما يطرحه مسلسل الفراجنة في إطار كوميدي ساخر، ويستخدم الكوميديا ليسلط الضوء على ما يراه من تصرفات سلبية في مجتمعنا المصري.
كل حلقة من حلقات المسلسل ستسلط الضوء على مشكلة نعاصرها حاليًا وتحاول لفت النظر إليها من خلال ذكر أثرها السلبي على الفراعنة، وأن ما يفعله فرج كاد أن يقضي على حضارة الفراعنة ، لولا أن صديقه عادل سكر يقوم بالتصدى له في كل حلقة ، لتعود الأمور إلى مسارها الصحيح في آخر لحظة.

## سبب التسمية
لم يعد الفراعنة فراعنة بعد أن طرأت عليهم كل هذه التغيرات ، فصار حتميًا أن يتم تغير اسمهم من الفراعنة إلي الفراجنة نسبةً إلي فرج مخُرب الحضارات والبطل الأول للمسلسل.

## أداء صوتى
- فرج : أحمد طارق [4]
- بيتا : سوسن بدر
- كبير الحرس : أحمد ماهر
- تي : مروة عبد المنعم

## روابط خارجية
- الفراجنة على موقع IMDb (الإنجليزية)
- الفراجنة على موقع كينوبويسك (الروسية)
- الفراجنة على موقع قاعدة بيانات الفيلم (الإنجليزية)